# Селихов, Андрей Фёдорович
Андрей Фёдорович Селихов (4 июля 1928, Москва — 10 августа 1991, Жуковский, Московская область) — советский учёный в области механики и прочности авиационных конструкций, один из заместителей начальника Центрального аэрогидродинамического института (1970—1991), доктор технических наук, профессор, член-корреспондент АН СССР, лауреат Ленинской премии СССР, Государственной премии СССР, премии Совета Министров СССР.

## Биография

### Ранние годы
Родился в Москве. В 1951 году oкончил Московский авиационный институт и начал работать в Центральном аэрогидродинамическом институте (ЦАГИ).

### Научная и инженерная деятельность
Стоял у истоков школы ЦАГИ по изучению усталости и ресурса конструкций. Автор работ по прочности, надёжности, ресурсу и эксплуатационной живучести летательных аппаратов.
В 1970-е годы реализовал академические знания прочности летательных аппаратов в создании испытательных центров, проверявших надёжность авиационных конструкций на практике, имитируя условия полёта на земле. Проблема организации подобных испытаний возникла при разработке первого советского широкофюзеляжного самолёта Ил-86, для чего требовалось многоканальное оборудование для имитации полётных нагрузок на испытательном стенде, выпускавшееся только за рубежом. Поскольку разработку самолётов курировало Министерство авиационной промышленности, подпадавшее под тогдашнее американское эмбарго на поставки техники так называемого двойного назначения (то есть для использования как в мирных, так и в военных целях), было принято предложение поручить закупку испытательного оборудования структуре из Министерства гражданской авиации и установить оборудование в Рижском межотраслевом научно-исследовательском центре гражданской авиации. В Риге для этого было создано отделение прочности летательных аппаратов, которое возглавил А. Б. Милов. На базе этого центра в Риге в 1980-е годы было развёрнуто производство стендового оборудования для оснащения авиационных заводов испытательными стендами.
Идею поддержал министр гражданской авиации Борис Павлович Бугаев, в кратчайшие сроки была создана новая лаборатория натурных стендовых испытаний авиатехники, с первоначальным штатом в 30 человек, и оформлена заявка на приобретение американского оборудования. Испытания техники в Риге начались с самолёта Як-40, снятого с эксплуатации — по мысли Селихова, авиационную технику следовало проверять не только при её разработке, но и на стадии эксплуатации. В первом случае — чтобы точно назначить ресурс, во втором — чтобы оценить влияния условий эксплуатации, выявить слабые места конструкции, устранить их при капитальном ремонте и продлить ресурс для дальнейшего использования авиационной техники. Оказалось, что многие советские самолёты и вертолёты были разработаны с такими запасами долговечности, что расчётный срок эксплуатации, заложенный конструкторскими бюро, можно увеличивать с учётом фактических нагружений конструкции.
Селихов участвовал в создании космического корабля «Буран». В феврале 1976 года вышло Постановление ЦК КПСС и Совета Министров СССР о создании многоразовой транспортной космической системы «Энергия-Буран» на основе проектных исследований, начатых в 1975 году в НПО «Энергия» под руководством академика В. П. Глушко. Селихов руководил исследованиями теплозащиты «Бурана». Была построена натурная тепло-прочностная вакуумная камера ТПВК диаметром 14 метров и длиной 30 метров. Проведённые работы позволили решить проблемы акустической прочности, отработать алгоритмы автоматической системы управления и др..

### Подготовка научных и инженерных кадров
С 1971 года преподавал в Московском физико-техническом институте, где с 1980 года заведовал кафедрой прочности. С 1987 года — директор межведомственного научно-технического комплекса АН СССР «Надёжность машин».

### Смерть
Андрей Фёдорович Селихов скончался после тяжёлой болезни в 1991 году. Он похоронен на Быковском мемориальном кладбище в Жуковском.

## Признание
Профессиональное сообщество отмечало большой личный вклад А. Ф. Селихова в разработку вероятностных моделей сопротивления усталости и разрушению, в развитие теории и системного анализа надёжности и безопасности машин и конструкций повышенной ответственности.
В 1987 году избран членом-корреспондентом АН СССР по отделению проблем машиностроения, механики и процессов управления.

## Награды
- Орден Октябрьской Революции (03.04.1975)
- Орден Трудового Красного Знамени (26.04.1971)
- Ленинская премия (1981)
- Государственная премия СССР (1976)
- Премия Совета Министров СССР (1985)